# Kaiu (gemeente)
Kaiu (Estisch: Kaiu vald) was een gemeente in de Estlandse provincie Raplamaa. De gemeente telde 1236 inwoners op 1 januari 2017 en had een oppervlakte van 261,1 km². Kaiu telde twaalf dorpen en één grotere nederzetting met de status van alevik (vlek): de hoofdplaats Kaiu. De grootste dorpen waren Kuimetsa en Vahastu.
In oktober 2017 werd Kaiu bij de gemeente Rapla gevoegd.
Het karstgebied van Kuimetsa (Kuimetsa karstiala) omvat het meest uitgebreide grottenstelsel van Estland, de Iida urked. In vroeger tijden werden deze grotten als schuilplaatsen gebruikt.

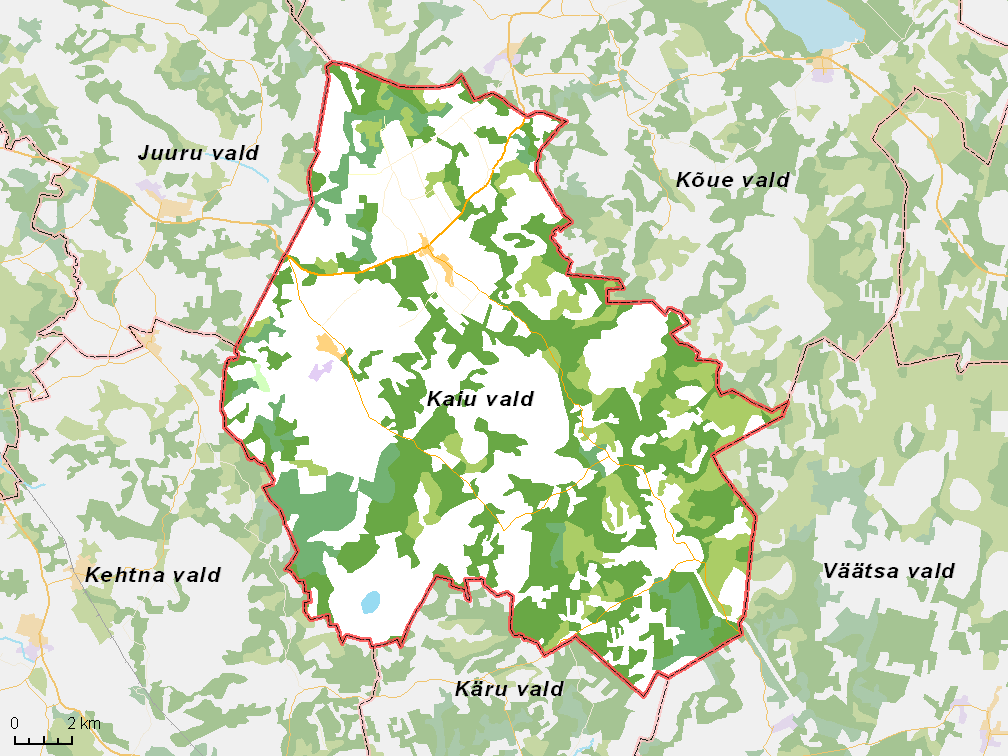
De gemeente met omliggende gemeenten, situatie begin 2013